# Sarauw
Sarauw er en dansk embedsmands- og forstmandsslægt
Slægten, der formentlig har navn efter Sarau ved Plön, eventuelt efter Gross und Klein Sarau i Sachsen-Lauenburg, kan føres tilbage til bager i Flensborg Bertel Sarauw (død 1597), hvis sønnesøn, bager i Aabenraa Bartel Sarauw (død senest 1672) var bedstefader til gehejmelegationsråd Friedrich Barthold Sarauw (1703-1778); af dennes sønner skal nævnes kammerråd Johann Christian Sarauw (1740-1788) og preussisk kaptajn Georg Adolph Sarauw (1742-1802), der adopterede sin hustrus søstersøn, justitsråd, forstinspektør Georg Friedrich Ernst Sarauw, født Meyer (1779-1846), som har mange efterkommere.
Kammerråd Johann Christian Sarauws søn, amtsforvalter, borgmester i Burg, kammerråd Friedrich Heinrich Wilhelm Sarauw (1777-1845) var fader til amtsforvalter (amtmand) og amtsdommer på Femern Conrad Friedrich Emil Theodor Sarauw (1808-1873) og til forstråd Conrad August Nicolaus Sarauw (1816-1886) og militærforfatteren, kaptajn Christian Frederik (Friedrich) Conrad Sarauw (1824-1900), hvis søn var forfatter og journalist Paul Frederik Sarauw (1883-1959).
Forstråd Conrad August Nicolaus Sarauw var fader til arkæologen og botanikeren Georg Frederik Ludvig Sarauw (1862-1928) og filologen Christian Preben Emil Sarauw (1865-1925) samt til Clara Sophie Sarauw (1864-1941), gift med højesteretsdommer, dr. jur. Erland Tybjerg (1863-1925), og politikeren Elna Elisabeth Sarauw, gift Munch (1871-1945), gift med udenrigsminister, dr. phil. Peter Rochegune Munch (1870-1948).